# Куриленко Олексій Вікторович
Олексій Вікторович Куриленко (нар. 29 серпня 1972, УРСР) — радянський, український та німецький футболіст, півзахисник.

## Життєпис
Вихованець дніпропетровського ОШІСП. Дорослу футбольну кар'єру розпочав у 1990 році в складі дубля дніпропетровського «Дніпра». Дебютував за першу команду «дніпрян» 22 листопада 1991 року в програному (0:3) виїзному поєдинку 1/8 фіналу кубку СРСР проти харківського «Металіста». Олексій вийшов на поле в стартовому складі та відіграв увесь матч, також отримав жовту картку. Цей матч виявився єдиним для молодого півзахисника у футболці «Дніпра». У 1992 році перейшов до «Кривбасу», якому допоміг стати переможцем Першої ліги та завоювати путівку до Вищої ліги. У криворізькій команді виступав до першої половини сезону 1995/96 років, за цей час у футболці «Кривбасу» у «вишці» зіграв 83 матчі та відзначився 6-а голами. Під час зимової перерви сезону 1995/96 повернувся до «Дніпра», за який у Вищій лізі відіграв 12 матчів, а по завершенні сезону покинув розташування дніпропетровського клубу. У 1996 році переїхав до Запоріжжя, де спочатку захищав кольори місцевого «Металурга», а в 1998 році перебрався до іншого клубу міста, «Торпедо».
По ходу сезону 1998/99 років Куриленко залишає Україну та виїжджає до Німеччини, де підписує контракт з клубом Другої Бундесліги «Енергі» (Котбус). Напередодні 5 туру чемпіонату був переведений до першої команди з ініціативи головного тренера котбусців Едуарда Геєра, а в матчі 16 туру Другої Бундесліги вийшов у стартовому складі команди. До завершення сезону зіграв у 12 поєдинках, у 2-х з яких провів на полі всі 90 хвилин. Наступного сезону Олексій допоміг котбуському колективу вийти до Бундесліги, але на поле виходив рідко, зіграв у 3-х матчах чемпіонату. Наприкінці сезону покинув розташування «Енергі» та перейшов до «Любека», який виступав у Регіоналлізі «Північ». Проте вже під час зимової перерви опинився в «Гіссені», який виступав у Оберлізі Гессен. Через фінансову скруту «Гіссен» по завершенні сезону припинив свої виступи, а Куриленко перейшов до «Дрезднера» з Регіоналліги. У футболці «Дрезднера» в першій частині сезону відіграв 8 матчів, після чого головний тренер клубу Каспер Петерсон відрахував його з команди. Попри невдалі результати команди «Дрезднер» все ж залишився в чемпіонаті, у зв'язку з тим, що «Магдебург» втратив свою ліцензію, Петерсона було звільнено, а Куриленко повернувся до команди. У сезоні 2002/03 років відіграв за команду 21 матч та відзначився 1 голом. За підсумками сезону команда Олексія посіла останнє місце та втратила своє місце в чемпіонаті.
Після цього Олексій переїхав до «Марбурга», який виступав у Оберлізі Гессен. Після двох сезонів, проведених у «Марбурзі», відіграв по одному році в «Брюкгебелі» та «Гадамарі». У 2006 році Куриленко завершив кар'єру футболіста.

## Досягнення
- Вища ліга чемпіонату України
  -  Бронзовий призер (1): 1996

- Перша ліга чемпіонату України
  -  Чемпіон (1): 1992